# Steinkreis Kirkton of Bourtie

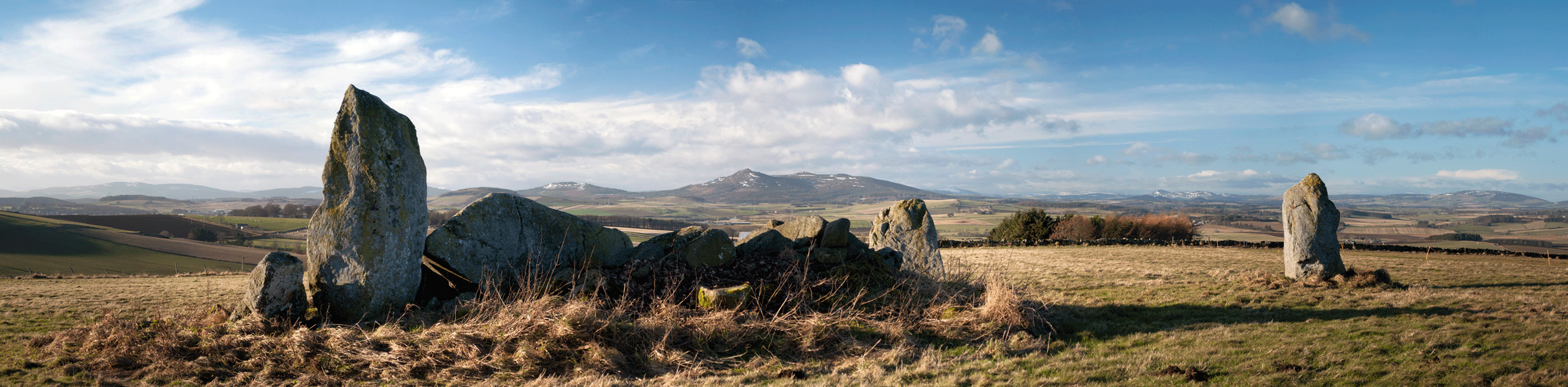
Kirkton of Bourtie

Der Kirkton of Bourtie ist ein Steinkreis vom Typ Recumbent Stone Circle (RSC) in einem Feld bei Oldmeldrum, etwa 4,4 km nordöstlich von Inverurie in Aberdeenshire in Schottland.
Seit 1925 ist die Anlage als Scheduled Monument geschützt.
Merkmal der RSCs ist ein „liegender Stein“ begleitet von zwei stehenden, hohen, oft spitz zulaufenden „Flankensteinen“, (englisch flankers) die Teil des Kreises sind oder sich nahe dem Kreis befinden. Die am River Dee häufigen Kreise wurden zwischen 2300 und 1800 v. Chr. errichtet.
Der stark beschädigte Kreis besteht aus dem etwa 3,0 m hohen östlichen Flankenstein, dem liegenden Stein und zweien der westlichen Steine des Kreises. Ursprünglich hatte er zehn oder elf Steine und etwa 22,0 m Durchmesser. Der liegende Stein ist zerbrochen, aber mit etwa 4,9 m neben dem von Old Keig als der längste aller liegenden Steine bekannt; (Cothiemuir Wood misst als nächstlängster 4,2 m). Er ist 1,02 m breit und wiegt wahrscheinlich mehr als 30 Tonnen. Der Stein liegt auf einem leicht erhöhten Hügel. Die westlichen Steine sind mit 1,8 m und 2,36 m auch sehr hoch.
In der Nähe liegt der Steinkreis von Sheldon.

## Die Steinkreise am River Dee
Die Steinkreise von Deeside bilden eine Gruppe von Recumbent Stone Circle (RSC). Ungefähr 100 von ihnen wurden zwischen 2500 und 1500 v. Chr. in Aberdeenshire errichtet. Die Ensembles der „ruhenden Steine“ liegen in der Regel im Südosten und (normalerweise) auf dem Ringverlauf.